# Cy Endfield
Cy Endfield, nascido Cyril Raker Endfield  (Scranton, 10 de novembro de 1914 — Warwickshire, 16 de abril de 1995) foi um cineasta estadunidense.
Dirigiu trinta e um filmes durante a sua carreira, dentre os quais se destacam The Sound of Fury de 1950, A Ilha Misteriosa de 1961, baseado em romance homônimo de Júlio Verne e Zulu de 1964, filme que fez a fama do ator britânico Michael Caine.
Endfield era um entusiasta por mágica e chegou a ensinar alguns truques ao ator Orson Welles, que também era apreciador dessa arte. Seu último filme foi Universal Soldier de 1971, no qual ele também atuou como ator, ao lado de George Lazenby, ator australiano que viveu James Bond uma única vez no filme 007 - A Serviço de Sua Majestade, de 1969.